# Elina Pohjanpää
Armi Elina Annikki Pohjanpää (ur. 8 kwietnia 1933 w Helsinkach, zm. 13 stycznia 1996 tamże) – fińska aktorka. Jej kariera teatralna trwała przez 40 lat. Wystąpiła także w wielu fińskich filmach takich reżyserów jak Ilmari Unho, Aarne Tarkas czy Matti Kassila.

## Teatr
Kariera Pohjanpää rozpoczęła się w 1952 roku w teatrze w Kotce, gdzie poznała swojego przyszłego męża, Pentti Siimesa. Para pobrała się w 1956 roku, a ich małżeństwo trwało do śmierci Pohjanpää. Po roku spędzonym w Kotce, aktorka rozpoczęła pracę w helsińskim teatrze, gdzie pozostała zatrudniona do końca swojego życia.

## Film
Swoją pierwszą rolę w filmie Elina Pohjanpää otrzymała w wieku 17 lat, kiedy to wystąpiła w filmie Amor hoi! z 1950 roku. Rok później dostała pierwszą rolę pierwszoplanową w produkcji zatytułowanej Kuisma ja Helinä z 1951 roku. Na przestrzeni całej kariery aktorskiej wystąpiła w 29 filmach. Często występowała wraz ze swoim mężem, Penttim Siimesem, między innymi w Tyttö lähtee kasarmiin z 1956 roku czy Rakas varkaani z 1957 roku. Ich ślub z prawdziwego życia został przedstawiony w Rakas varkaani. Był to też jedyny film, w którym para wystąpiła jako zakochani.

## Wybrana filmografia
- Amor hoi! (1950)
- Kuisma ja Helinä (1951)
- Isän vanha ja uusi (1955)

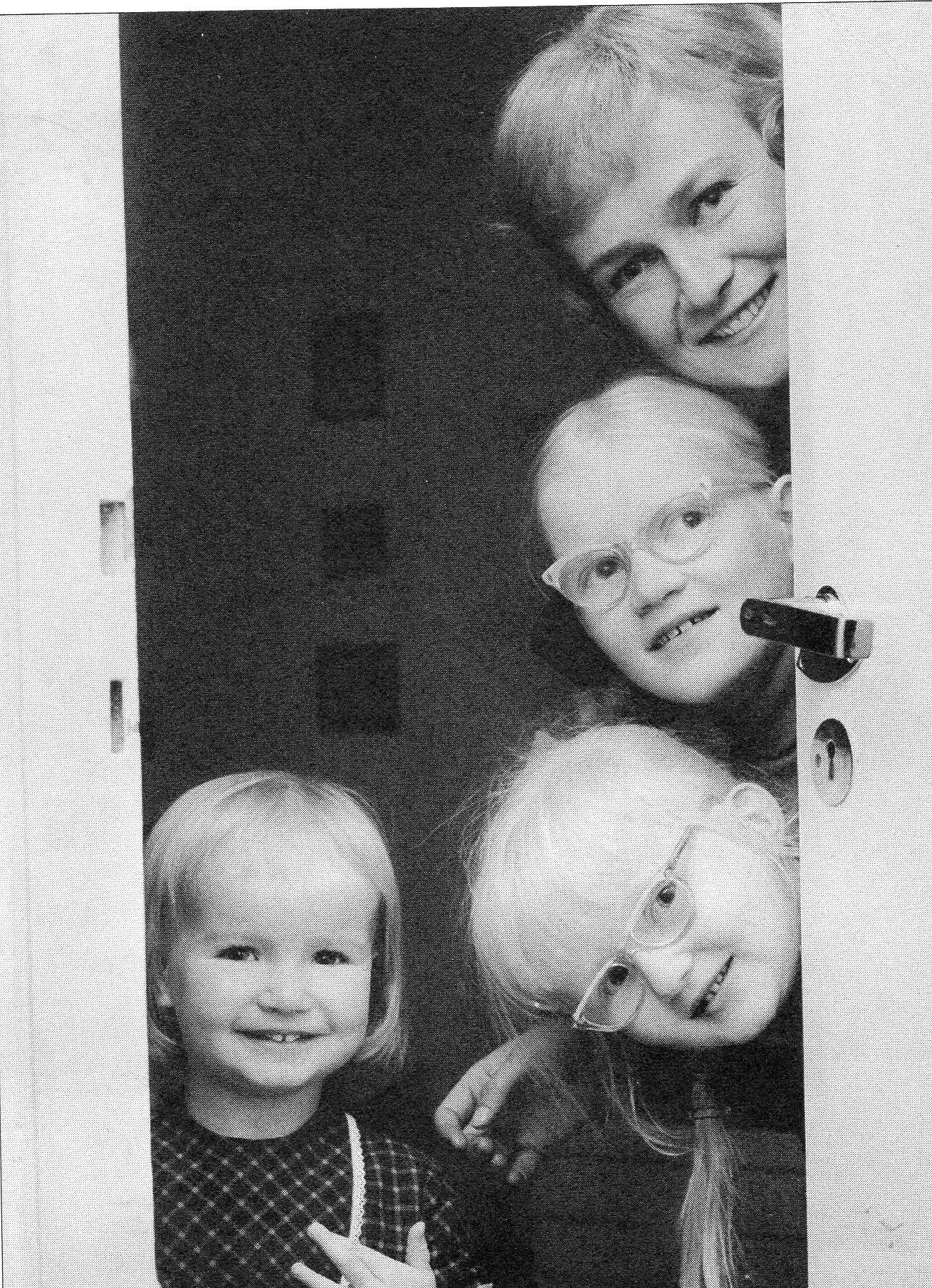
Elina Pohjanpää z dziećmi (Paulą, Hanną-Mari oraz Tarją) w 1965 roku

- Maria z krainy jezior (Juha, 1956)
- Komisario Palmun erehdys (1960)
- Elokuva jalostavasta rakkaudesta (1967)
- Rodzina Niskavuori (Niskavuori, 1984)
- Tie naisen sydämeen (1996)